# 7 Ideal de la Liga de Campeones de la EHF
El 7 Ideal de la Liga de Campeones de la EHF o Mejor Equipo de la Liga de Campeones de la EHF, es un reconocimiento que otorga la EHF a los jugadores de balonmano que han desarrollado mejor labor por posición durante una temporada de la Liga de Campeones de la EHF.

## Palmarés
| Jugador (X) Designa el número de veces que ha sido elegido. |

| Temporada | Posición          | Jugador                    | Equipo                 |
| --------- | ----------------- | -------------------------- | ---------------------- |
| 2012-13   | Portero           | Darko Stanić               | Rhein-Neckar Löwen     |
| 2012-13   | Extremo izquierdo | Anders Eggert              | SG Flensburg-Handewitt |
| 2012-13   | Lateral izquierdo | Filip Jícha                | THW Kiel               |
| 2012-13   | Central           | Daniel Narcisse            | THW Kiel               |
| 2012-13   | Lateral derecho   | László Nagy                | Veszprém KSE           |
| 2012-13   | Extremo derecho   | Ivan Čupić                 | Veszprém KSE           |
| 2012-13   | Pivote            | Julen Aguinagalde          | BM Atlético de Madrid  |
| 2013-14   | Portero           | Niklas Landin Jacobsen     | Rhein-Neckar Löwen     |
| 2013-14   | Extremo izquierdo | Timur Dibirov              | Vardar Skopje          |
| 2013-14   | Lateral izquierdo | Momir Ilić                 | Veszprém KSE           |
| 2013-14   | Central           | Mikkel Hansen              | Paris Saint-Germain    |
| 2013-14   | Lateral derecho   | Kiril Lazarov              | FC Barcelona           |
| 2013-14   | Extremo derecho   | Luc Abaló                  | Paris Saint-Germain    |
| 2013-14   | Pivote            | Renato Sulić               | Veszprém KSE           |
| 2014-15   | Portero           | Roland Mikler              | Veszprém KSE           |
| 2014-15   | Extremo izquierdo | Uwe Gensheimer             | Rhein-Neckar Löwen     |
| 2014-15   | Lateral izquierdo | Nikola Karabatić           | FC Barcelona           |
| 2014-15   | Central           | Mikkel Hansen (2)          | Paris Saint-Germain    |
| 2014-15   | Lateral derecho   | Kiril Lazarov (2)          | FC Barcelona           |
| 2014-15   | Extremo derecho   | Víctor Tomás               | FC Barcelona           |
| 2014-15   | Pivote            | Renato Sulić (2)           | Veszprém KSE           |
| 2015-16   | Portero           | Niklas Landin Jacobsen (2) | THW Kiel               |
| 2015-16   | Extremo izquierdo | Manuel Štrlek              | KS Kielce              |
| 2015-16   | Lateral izquierdo | Momir Ilić (2)             | Veszprém KSE           |
| 2015-16   | Central           | Dean Bombač                | SC Pick Szeged         |
| 2015-16   | Lateral derecho   | Kiril Lazarov (3)          | FC Barcelona           |
| 2015-16   | Extremo derecho   | Gašper Marguč              | Veszprém KSE           |
| 2015-16   | Pivote            | Rastko Stojković           | HC Meshkov Brest       |
| 2016-17   | Portero           | Gonzalo Pérez de Vargas    | FC Barcelona           |
| 2016-17   | Extremo izquierdo | Uwe Gensheimer (2)         | Paris Saint-Germain    |
| 2016-17   | Lateral izquierdo | Mikkel Hansen (3)          | Paris Saint-Germain    |
| 2016-17   | Central           | Nikola Karabatić (2)       | Paris Saint-Germain    |
| 2016-17   | Lateral derecho   | Alex Dujshebaev            | Vardar Skopje          |
| 2016-17   | Extremo derecho   | Víctor Tomás (2)           | FC Barcelona           |
| 2016-17   | Pivote            | Ludovic Fabregas           | Montpellier Handball   |
| 2017-18   | Portero           | Arpad Šterbik              | RK Vardar Skopje       |
| 2017-18   | Extremo izquierdo | Uwe Gensheimer (3)         | Paris Saint-Germain    |
| 2017-18   | Lateral izquierdo | Nikola Karabatić (3)       | Paris Saint-Germain    |
| 2017-18   | Central           | Sander Sagosen             | Paris Saint-Germain    |
| 2017-18   | Lateral derecho   | Dika Mem                   | FC Barcelona           |
| 2017-18   | Extremo derecho   | David Balaguer             | HBC Nantes             |
| 2017-18   | Pivote            | Bjarte Myrhol              | Skjern Håndbold        |
| 2018-19   | Portero           | Dejan Milosavljev          | RK Vardar              |
| 2018-19   | Extremo izquierdo | Timur Dibirov              | RK Vardar              |
| 2018-19   | Lateral izquierdo | Mikkel Hansen (4)          | Paris Saint-Germain    |
| 2018-19   | Central           | Kentin Mahé                | Veszprém KSE           |
| 2018-19   | Lateral derecho   | Dainis Krištopāns          | RK Vardar              |
| 2018-19   | Extremo derecho   | Ivan Čupić (2)             | RK Vardar              |
| 2018-19   | Pivote            | Julen Aguinagalde (2)      | PGE Vive Kielce        |